# Vertigo extima
Vertigo extima is een slakkensoort uit de familie van de Vertiginidae. De wetenschappelijke naam van de soort is voor het eerst geldig gepubliceerd in 1877 door Westerlund.